# Hodina Země

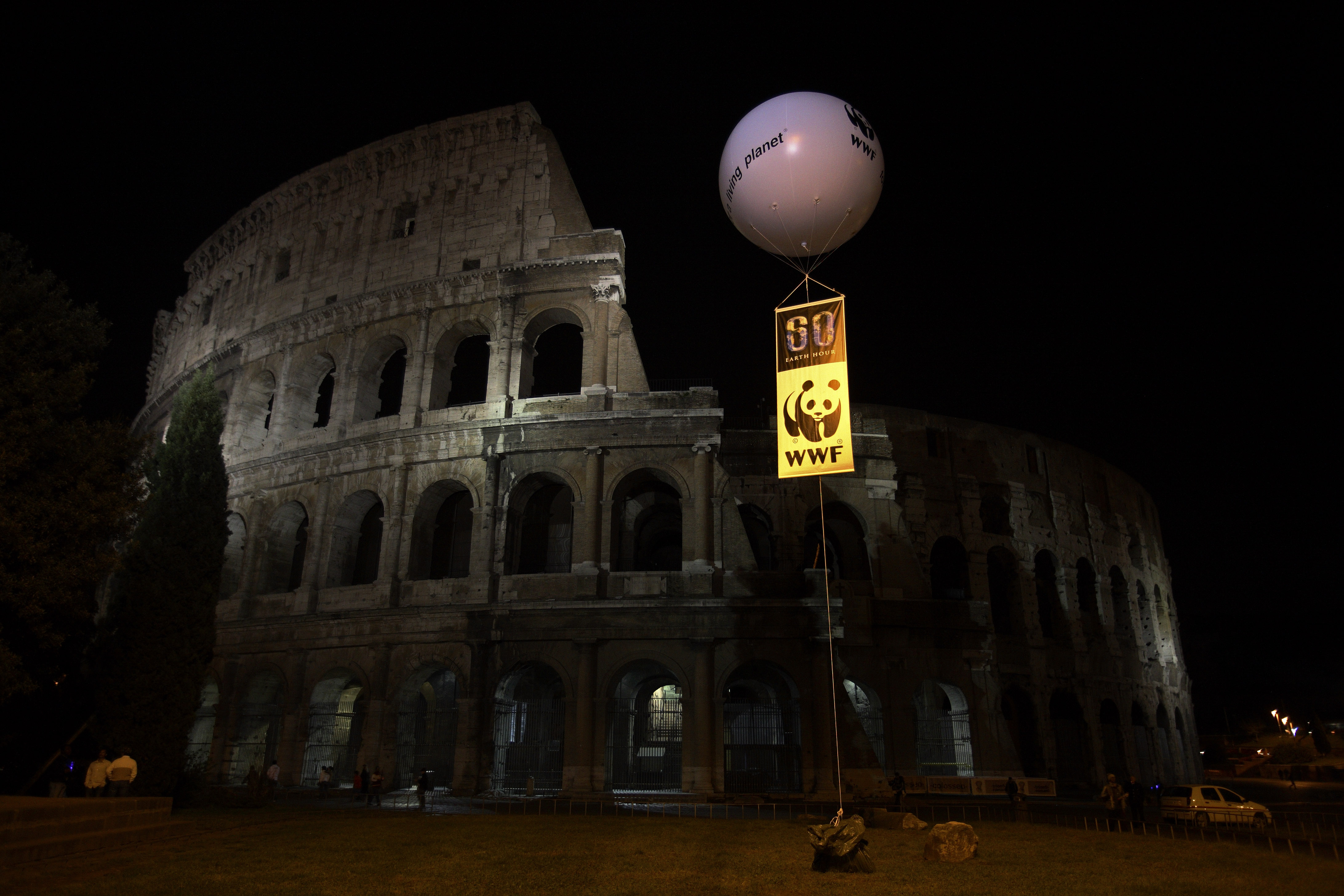
Neosvětlené Koloseum během Hodiny Země.

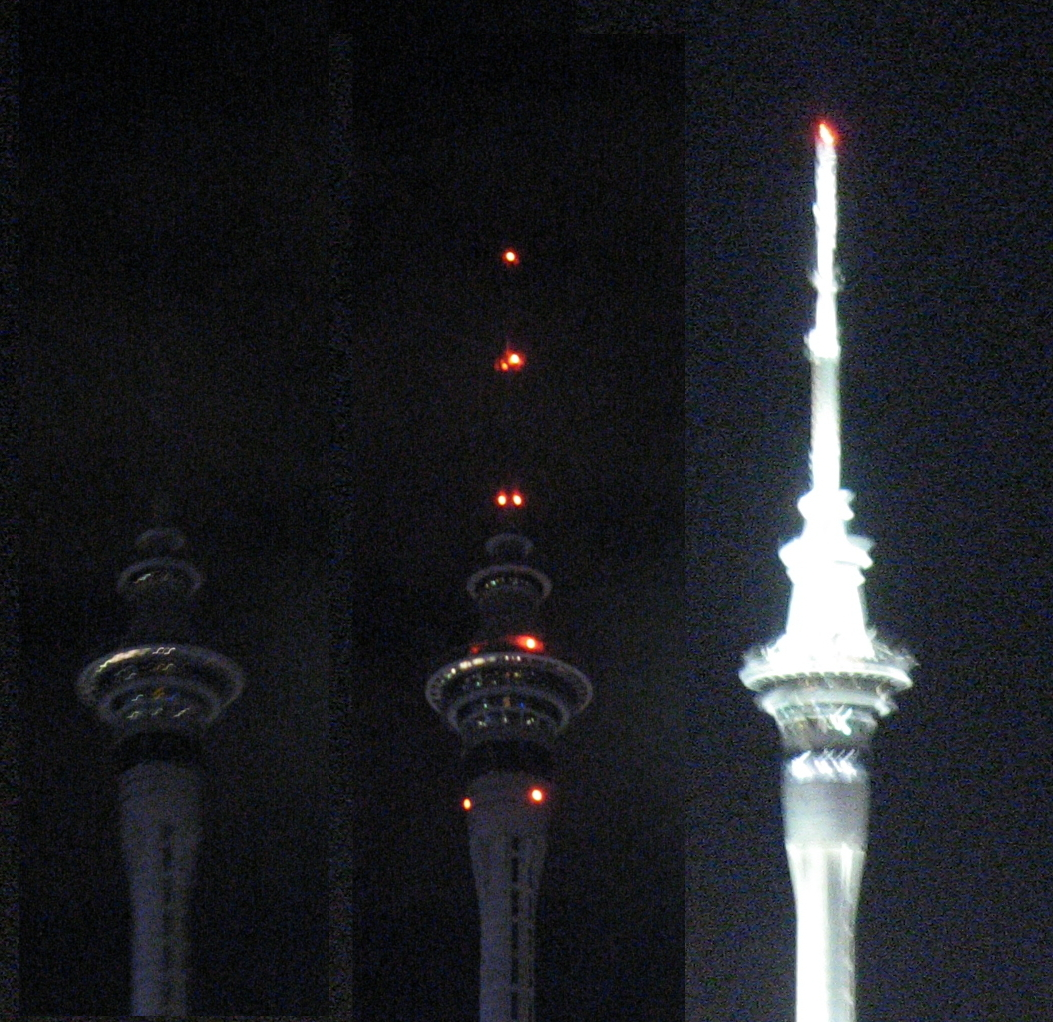
Sky Tower, Nový Zéland

Hodina Země je každoroční mezinárodní klimatická akce založená Světovým fondem na ochranu přírody (WWF), která se pořádá vždy poslední sobotu v březnu (až na výjimky kvůli Velikonocům). Domácnosti, podniky i veřejné instituce a zejména významné kulturní památky při ní po dobu jedné hodiny, vždy od 20.30 do 21.30 místní času, vypínají své osvětlení a elektrické spotřebiče, na podporu zvýšení informovanosti o současných změnách klimatu. 

## Historie
Vůbec poprvé se tato akce konala v roce 31. března 2007 v Austrálii, kdy přes 2,2 miliónu domácností a firem v Sydney vypnulo na hodinu světla. V roce 2008 už akce konala v 370 městech a obcích v desítkách zemích světa. V roce 2009 světla vypnulo 4159 měst v 88 zemích. Světla zhasla např. egyptské pyramidy v Gíze, socha Krista spasitele v Brazílii nebo pařížská Eiffelova věž. Od roku 2010 akce probíhá také v České republice, kdy ji koordinuje Ekologický institut Veronica.
- sobota 29. března 2008, od 20:00 místního času
- sobota 28. března 2009, od 20:30 místního času
- sobota 27. března 2010, od 20:30 místního času
- sobota 26. března 2011, od 20:30 místního času
- sobota 31. března 2012, od 20:30 místního času
- sobota 23. března 2013, od 20:30 místního času (protože poslední sobotu v měsíci byly Velikonoce)
- sobota 29. března 2014, od 20:30 místního času
- sobota 28. března 2015, od 20:30 místního času
- sobota 19. března 2016, od 20:30 místního času (protože poslední sobotu v měsíci byly Velikonoce)
- sobota 25. března 2017. od 20:30 místního času
- sobota 24. března 2018, od 20.30 místního času
- sobota 30. března 2019, od 20.30 místního času
- sobota 28. března 2020, od 20.30 místního času
- sobota 27. března 2021, od 20.30 místního času
- sobota 26. března 2022, od 20.30 místního času
- sobota 25. března 2023, od 20.30 místního času
- sobota 23. března 2024, od 20.30 místního času (protože poslední sobotu v měsíci byly Velikonoce)[3]

V roce 2012 se k akci přidala např. i Správa Pražského hradu. V roce 2019 např. v Praze zhaslo osvětlení Vyšehradu, Vítkova a Petřína. V roce 2020 v Praze postupně po 1 minutě  zhaslo 10 pražských dominant (z deseti století), od Strahovského kláštera ze 12. století po památník obětem komunismu z 21. století. V roce 2021 zhasl v Praze památník na Vítkově, Národní Divadlo, Malostranská mostecká věž, Rudolfinum, Černínský palác, Staroměstská radnice, Prašná brána, Stavovské divadlo a více než 15 dalších památek.Podle vedení města se ušetří asi 15 MWh elektřiny. V roce 2023 se do akce v Česku zapojilo téměř 600 jednotlivců či firem a 137 měst a obcí - mezi nimi i Slavičín, když radnice vypnula osvětlení v středu města.